# Lobelia columnaris
Lobelia columnaris là loài thực vật có hoa trong họ Hoa chuông. Loài này được Hook.f. mô tả khoa học đầu tiên năm 1862.